# La Felguera

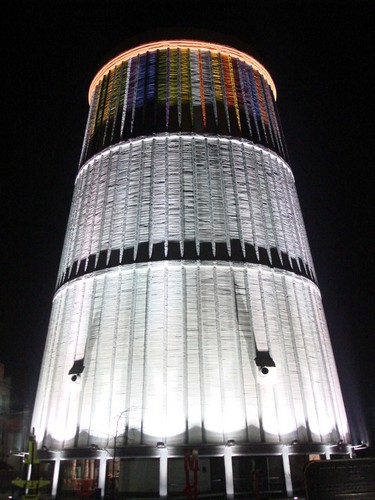
Museo de la Siderurgia de Asturias

La Felguera – miejscowość w Hiszpanii wchodząca w skład gminy Langreo w Asturii, zamieszkana przez ponad 20 000 osób. Jest to piąta co do wielkości miejscowość w Asturii, po Gijón, Oviedo, Avilés i Mieres.
W przeszłości było ważnym centrum hiszpańskiego przemysłu metalurgicznego.
Najważniejsze zabytki to m.in. kościół San Pedro, Kościół Świętego Lourdes, zabytkowe zabudowania byłej fabryki La Fábrica de La Felguera. W 2006 r. otwarto muzeum hutnictwa (Museo de la Siderurgia de Asturias).